# クイズ・タイムリミット
『クイズ・タイムリミット』（Quiz Time Limit）は、TBSで2008年5月31日に『ドニーチョ!』枠（15:00～17:00）で放送されたクイズ特番である。

## 内容
バラエティチーム対インテリチームの6対6の対抗戦で、様々な形式のクイズを制限時間内にクリアしていくクイズ番組である。

## 出演者

### 司会者
- 司会：有田哲平（くりぃむしちゅー）…出題前には「アリタ～イム!」のキャッチフレーズを叫んでいた。
- アシスタント：木村郁美（TBSアナウンサー）

### バラエティチーム
- 清水圭…チームリーダー。
- 山根良顕
- 小木博明
- 松嶋初音
- にしおかすみこ　など。

### インテリチーム
- 宮川俊二…チームリーダー。
- 木村美紀
- 菊川怜など。

## クイズ一覧
- 第6ステージ以外は、1チームずつ挑戦。
- 6ステージの合計ポイントが高かったチームの優勝。

### 第1ステージ「1分間スピードしりとりクイズ」
- 写真の物や人物の名前を答える。なお、前の写真の名前としりとりで繋がっている。
- 1人ずつ順番に解答。パスをした場合、問題はそのままで次の人に解答権が移る。
- 制限時間1分間。1問正解につき10ポイント獲得。

### 第2ステージ「1分間カウントダウンクイズ」
- テーマに沿って1人1問ずつ、連続で問題が出題されるので、筆答で答える
  - 四文字を並べ替えて四字熟語を答える、画面に映った硬貨・紙幣を全て足した金額を答える、縄文時代～江戸時代の間にある時代を古い順に答える、左右反転している漢字を読み取る、四画の常用漢字を1人1個答える、など。
- 制限時間は、1人10秒。10秒以内に正解できないと失敗。
- 6人連続で正解できれば10ポイント獲得。
- 4問出題。

### 第3ステージ「1分間答えてベスト3」
- 出題されたランキングの1位～3位の項目を全て当てる。
- 1人10秒の間に、何個でも口頭で答えられる。
- 制限時間1分以内（10秒×6人）に、上位3項目を全て正解できれば10ポイント獲得。
- 4問出題。

### 第4ステージ「イツドコ連想クイズ」
- チームの5人にはお題が出され（現代の出来事、歴史上の出来事、現代用語）、1人ずつ順番に、10秒以内にヒントを書く。
  - 「いつ」→「どこで」→「誰が」→「何を」→「どうした」の順番。
- 最後に控えるチームリーダーは、5人の書いたヒントからお題は何かを10秒以内に答える。正解なら10ポイント獲得。
- 4問出題。

### 第5ステージ「クイズタイムトラベラー」
- 1つの年号を取り上げ、その年に起きた時事からクイズを出題。分かった人は、ボタンを押して解答権を得てから、口頭で答える。
- 10秒の間に何回でも解答でき、正解なら10ポイント獲得。
- 4問出題

### 第6ステージ「チェスクロッククイズ」
- 勝ち抜け式の1対1対戦。
- 正解が複数ある問題を1問出題。交互に1個ずつ答える。
- チェスクロックが一周する30秒の間に正解を答える事ができなければ負け。勝った人はクイズから抜けて、次の人に交代する。
- 先にアンカー（6番手）が抜けたチームの勝利、60ポイント獲得。